# مغارة عريقة
مغارة عريقة هي مغارة بركانية تقع في قرية عريقة في محافظة السويداء جنوب سوريا على بعد حوالي 100 كم من دمشق في منطقة شهيرة بكثرة أثارها. تشكلت قبل 450 ألف سنة حسب الباحثين، وتمتد في أقصى اتساع لها لمسافة 1460 متر، وهي عبارة عن ثلاثة مغر أو كهوف طول الواحد منها بين 440 و450 متر تفصل بينها سراديب وتشكيلات صخرية نحتتها الطبيعة، تنساب المياه منها من بين الصخور، وتتميز بحرارة ثابتة على مدار السنة عند درجة 17 مئوية.